# Гущин Олег Ілліч
Олег Ілліч Гу́щин (нар. 11 лютого 1935, Севастополь — пом. 6 червня 1997, Київ) — український майстер художнього скла та ювелірного мистецтва; член Спілки радянських художників України з 1971 року. Заслужений художник УРСР з 1983 року. Чоловік мистецтвознавця Ірини Бариш-Тищенко.

## Біографія
Народився 11 лютого 1935 року в місті Севастополі. 1955 року закінчив Кримське художнє училище у Сімферополі, де навчався зокрема у А. Креслова, Віктора Апановича, Михайла Щеглова; у 1966 році — Московське вище художньо-промислове училище (викладачі Г. Антонова, В. Статун, Світлана Бескінська, Борис Смирнов).
Упродовж 1966—1969 років працював на Київському заводі художнього скла; у 1969—1980 роках — головним художником Республіканського об'єдння «Укрскло»; у 1980—1987 роках — головним художником Художнього фонду УРСР. Член КПРС з 1982 року.
Жив у Києві, в будинку на вулиці Васильківській, № 23, квартира № 15. Помер у Києві 6 червня 1997 року.

## Творчість
Працював у галузях:
- художнього скла: виготовляв декоративні вази, багатопредметні композиції, скульптурну пластику, ужитковий кришталь та гутний посуд;
- ювелірної справи: виготовляв шати ікон у техніці гарячої емалі, жіночі прикраси.

Серед робіт:
- келих «Ювілейний» (1967);
- таріль «Серп і Молот» (1969—1970);
- келих «Іній» (1970);
- скульптура «Архангел Михаїл» (1996);

набори
- для лікеру «Київ» (1966);
- для вина «Плахта» (1967);
- «Золота осінь» (1970);

вази
- «За владу Рад» (1967);
- «Київська Русь» (1969);
- «Русь» (1969—1970);
- «Володимир Ленін» (1969—1970);
- «Прапор України» (1970);
- «Квітуча земля» (1971);
- «Червоні» (1975);
- «Пам'яті Катерини Білокур» (1978);
- «Володимир Ленін» (1980);
- «Квіти Батьківщини» (1982);
- «Квіти» (1987);
- «Тарас Шевченко» (1990);
- «Іриси» (1996);

декоративні композиції
- «Квітень» (1980);
- «Фламінго» (1981);
- «Бережіть планету Земля» (1984);
- «Пори року» (1988);
- «Слава козацька не вмре, не загине» (1991).

Автор книги «Художнє скло» (видана у Києві у 2005 році).
Брав участь у республіканських виставках з 1966 року, всесоюзних — з 1968 року, зарубіжних — з 1967 року. Персональні виставки відбулися у Лондоні у 1989 році, Києві у 1995, 1997 роках.
Роботи майстра зберігаються у Національному музеї українського народного декоративного мистецтва Києві, у Музеї етнографії та художнього промислу у Львові, Донецькому, Миколаївському, Одеському, Сумському, Чернігівському художніх музеях.